# Trần Nhật Hoàng
Trần Nhật Hoàng (* 31. Mai 2000) ist ein vietnamesischer Sprinter, der sich auf den 400-Meter-Lauf spezialisiert hat.

## Sportliche Laufbahn
Erste internationale Erfahrungen sammelte Trần Nhật Hoàng im Jahr 2019, als er bei den Südostasienspielen in Capas in 46,56 s die Goldmedaille im 400-Meter-Lauf gewann sowie mit der vietnamesischen 4-mal-400-Meter-Staffel in 3:08,07 min sowie mit der gemischten Staffel in 3:19,50 min ebenfalls siegreich war. 2022 belegte er bei den Südostasienspielen in Hanoi in 47,65 s den vierten Platz über 400 Meter und gewann mit der Mixed-Staffel in 3:19,37 min die Silbermedaille hinter dem thailändischen Team. Diese Silbermedaille verlor er nachträglich aufgrund der Disqualifikation seiner Landsfrau Quách Thị Lan wegen eines Dopingvergehens. Im Jahr darauf belegte er bei den Südostasienspielen in Phnom Penh in 48,26 s den sechsten Platz im Einzelbewerb und gelangte mit der Männerstaffel mit 3:09,65 min auf Rang vier. Zudem siegte er in 3:21,27 min in der Mixed-Staffel. Anschließend wurde er bei den Asienmeisterschaften in Bangkok in 3:20,72 min Vierter in der Mixed-Staffel.
In den Jahren von 2019 bis 2021 wurde Hoàng vietnamesischer Meister im 400-Meter-Lauf.

## Persönliche Bestleistungen
- 200 Meter: 21,40 s, 14. November 2020 in Hanoi
- 400 Meter: 46,47 s, 16. September 2019 in der Ho-Chi-Minh-Stadt